# Binan Kōkō Chikyū Bōei-bu Love!
Binan Kōkō Chikyū Bōei-bu LOVE! (美男高校地球防衛部LOVE! Binan Kōkō Chikyū Bōei-bu LOVE!?, lit. ¡El hermoso club de defensa de la Tierra!) es una serie de anime de género mahō shōnen creada por Kurari Umatani y producida por el estudio Diomedéa. La serie estuvo bajo la dirección de Shinji Takamatsu y fue escrita por Michiko Yokote. Fue estrenada en Japón el 6 de enero de 2015. Ha sido licenciada en Australia y Nueva Zelanda por Madman Entertainment, mientras que en Norteamérica lo fue por Ponycan USA. Funimation y Crunchyroll trasmitieron el anime de forma simultánea. Una segunda temporada titulada Binan Kōkō Chikyū Bōei-bu Love! Love!, fue estrenada el 8 de julio de 2016. Una nueva serie de anime titulada Binan Kōkō Chikyū Bōei-bu Haikara! se estrenará en julio de 2025.
La historia se centra en la vida de cinco chicos de instituto. Cuatro de ellos son los únicos miembros del Club de defensa de la Tierra, un club cuyo objetivo no está claro y su nombre parece ser un chiste. Un día, reciben la visita de una criatura extraterrestre con apariencia de wombat rosa, que les otorga poderes extraordinarios basados en la naturaleza y el amor para así convertirse en Battle Lovers y defender el planeta de los intentos de conquista por parte de un grupo que se hacen llamar Club de conquista de la Tierra.
Un manga spin-off titulado Binan Kōkō Chikyū Seifuku-bu Love!, comenzó su serialización en la revista en línea de Pony Canyon el 6 de octubre de 2014. Una novela ligera fue lanzada el 7 de enero de 2015 en Japón, con dos novelas ligeras adicionales lanzadas en 2016. Un juego basado en la serie para dispositivos Androide e iOS fue lanzada en febrero de 2015.

## Argumento
El Club de defensa de la Tierra (compuesto por Yumoto Hakone, En Yufuin, Atsushi Kinugawa, Io Naruko y Ryū Zaou) es un club escolar que visita regularmente un baño público de la localidad dirigido por el hermano mayor de Yumoto, cuando un día son abordados por un extraño wombat rosado de origen extraterrestre —involuntariamente— quien les pide que les ayude a salvar al mundo. Debido a unos "Loveracelets" que éste les da, el grupo se transforma en los denominados "Battle Lovers" (バトラヴァーズ Batoravuāzu?), quienes utilizan el poder del amor para luchar contra los individuos que desean propagar el odio y la discordia. Los principales enemigos de los protagonistas son el Club de conquista de la Tierra, formado por los miembros del consejo estudiantil; Kinshirō Kusatsu, Ibushi Arima y Akoya Gero. Este grupo está bajo la influencia de una pequeña criatura, también extraterrestre, que tiene la apariencia de un erizo verde llamado Zundar. Gracias al poder de Zundar, el trío son los responsables de la creación de los monstruos que se enfrentan a los Battle Lovers.

## Personajes

### Battle Lovers
Yumoto Hakone (箱根 有基 Hakone Yumoto?)
 Seiyū: Kazutomi Yamamoto
Príncipe resplandeciente, Battle Lover Scarlet (スカーレット Sukāretto?). Su color es el rojo y su elemento la luz. Es un estudiante de primer año cuya familia es dueña de los balnearios Kurotama. Es un muchacho muy despreocupado que adora los animales, las cosas lindas y la comida. Su báculo se llama Lumiere of Love y se caracteriza por tener un gran corazón de cristal rojo. Los ataques que Yumoto puede realizar con este báculo son el Scarlet Lumiere y el ataque final de Love Sprinkle. Posee una buena relación fraternal con su hermano mayor, Gōra. Gōra también actúa como una figura paterna para Yumoto ante la ausencia de sus padres, quienes continuamente se encuentran viajando por trabajo. Una vez que se gradúe espera heredar los balnearios, por lo que no se muestra demasiado preocupado sobre su futuro.
En Yufuin (由布院 煙 Yufuin En?)
 Seiyū: Yūichirō Umehara
Príncipe destellante, Battle Lover Cerulean (セルリアン Serurian?). Su color es el celeste y su elemento el agua. Es un estudiante de tercer año bastante perezoso, vanidoso e reflexivo; haciendo todo a su propio ritmo. Normalmente se le ve con Atsushi, quien es su mejor amigo desde pequeño. Luego de haber cumplido dieciocho años, le preocupa que su juventud se este desvaneciendo y piensa de sí mismo como alguien "viejo". Su báculo se llama Purifying Aqua y se caracteriza por tener como ornamento una corona azul. Los ataques que puede realizar con este báculo son el Cerulean Aqua, con el cual dispara una corriente de agua. En el episodio ocho y, tras ser afectado por un monstruo, se muestra que En tiene formas bastante extremas de expresar su enojo y tristeza, principalmente los sentimientos que conciernen a Atsushi y su amistad con este.
Atsushi Kinugawa (鬼怒川 熱史 Kinugawa Atsushi?)
 Seiyū: Kōtarō Nishiyama
Príncipe perforador, Battle Lover Epinard (エピナール Epināru?). Su color es el verde y su elemento el aire. Es un estudiante de tercer año y el único que usa gafas en el club. Proviene de una familia adinerada, tiene buenas notas y es muy serio. También es amigo de la infancia de Kinshirō y En. Su báculo se llama Gallant Hurricane y se caracteriza por tener como ornamento un trébol verde. Los ataques que Atsushi pueden realizar con este bastón son el Epinard Hurricane, con el que dispara un tornado verde. Ha demostrado ser un excelente cocinero y prepara un curry delicioso, habilidad que le ha ganado las alabanzas de los demás. Sin embargo, cuando se trata de pelear suele mostrarse muy vacilante, además de verse afectado por su relación distante con Kinshirō.
Io Naruko (鳴子 硫黄 Naruko Io?)
 Seiyū: Yūsuke Shirai
Príncipe clamoroso, Battle Lover Sulfur (サルファー Sarufā?). Su color es el amarillo y su elemento la tierra. Es un estudiante de segundo año que, pesar de aún estar en el instituto, gana grandes cantidades de dinero en el mercado de valores. Su lema personal es "¡La vida lo es todo sobre el dinero!". Su mejor amigo es Ryū, aunque ambos solían odiarse en el pasado. Su báculo se llama Raging Gaia y se caracteriza por tener como ornamento una esfera amarilla que representa a Saturno. Los ataques que puede realizar con este báculo es el Sulphur Gaia, con el que dispara una luz amarilla con innumerables gravas y/o rocas. Su amor por el dinero y el mundo de los negocios le hace ser bastante superficial a la hora de relacionarse con los demás, siempre viendo la ganancia que podrá sacar de ello.
Ryū Zaō (蔵王 立 Zaō Ryū?)
 Seiyū: Toshiki Masuda
Príncipe apasionado, Battle Lover Vesta (ヴェスタ Vuesuta?). Su color es el rosa y su elemento el fuego. Es un jovial y entusiasta estudiante de segundo año, cuyo mejor amigo es Io. Siempre se le ve tratando de conquistar chicas a través de su teléfono móvil (aunque se rumorea que es falso), y siempre se jacta de tener numerosas citas. Su báculo se llama Blazing Ignit y se caracteriza por tener como ornamento una llama rosa. Los ataques que puede realizar con este báculo es el Vesta Ignit, con el que dispara fuego rosado. Todos en el club —e incluido el mismo Io— piensan que está enamorado de Io, pero es demasiado orgulloso o cobarde para admitirlo. 
Wombat (ウォンバット Uonbatto?)
 Seiyū: Mugihito
Un extraterrestre con la apariencia de un wombat rosado. Proveniente de un "planeta lejano", dice que su misión es proteger la Tierra de seres malvados y llenarla de amor. Controla el cuerpo del profesor Tawarayama haciéndose pasar por su mascota y hablando a través de su cuerpo a aquellos que no conocen su verdadera naturaleza. Wombat es una criatura muy apasionada hacia todo lo que rodea el amor y la defensa de la Tierra, e inicialmente no estaba contento con el hecho de que los Battle Lovers no fueran tan apasionados como él. Al estar completamente enfocado en el amor, Wombat tiende a ser muy distraído, olvidando en repetidas ocasiones el cuerpo de Tawarayama. A diferencia de Yumoto, no le gustan los abrazos debido a que hace que su pelaje se caiga. 

### Caerula Adamas
Kinshirō Kusatsu (草津 錦史郎 Kusatsu Kinshirō?)
 Seiyū: Hiroshi Kamiya
Es un estudiante de tercer año y presidente del consejo estudiantil. Es amigo de la infancia de Atsushi, pero su relación con él es actualmente distante. Su rencor hacia Atsushi se ha prolongado durante años debido a su creencia de que este rompió su promesa de ser amigos por siempre, al hacerse amigo de En. Asimismo, le molesta que Atsushi se encuentre en compañía de En y el resto de los chicos del club. Se transforma en el Chevalier Aurite (オーアイト Ōaito?), el caballero dorado que destella radiantemente. También tiene una transformación conocida como "Dark Aurite", que es toda la extensión de su poder. Al transformarse en Dark Aurite sus ojos se tornan rojos y sus labios púrpuras.
Ibushi Arima (有馬 燻 Arima Ibushi?)
 Seiyū: Jun Fukuyama
Es un estudiante de tercer año y vicepresidente del consejo estudiantil. Usualmente acompaña a Kinshirō, actuando como si fuera su mayordomo. Se transforma en el Chevalier Argent (アージェント Ājento?), el caballero plateado con la fragancia del viento.
Akoya Gero (下呂 阿古哉 Gero Akoya?)
 Seiyū: Takuma Terashima
Es un estudiante de segundo año y miembro del consejo estudiantil. Tiene una apariencia andrógina, angelical e inocente. Se encuentra en la misma clase que Io y Ryū, pero no se lleva muy bien con este último. Se transforma en el Chevalier Perlite (ペルライト Peruraito?), el caballero perlado florecido.
Zundar (ズンダー Zundaa?)
 Seiyū: Hiroki Yasumoto
Una criatura extraterrestre con la apariencia de un erizo verde, quien supuestamente vino de un planeta distante con el objetivo de conquistar la Tierra. Termina sus oraciones diciendo "dar".

### Otros
Gōra Hakone (箱根 強羅 Hakone Gōra?)
 Seiyū: Tomokazu Sugita
Es el hermano mayor de Yumoto, quien ayuda en el negocio familiar. Casi siempre se le ve cortando leña para los baños, a pesar de que las aguas son termales y en realidad no necesitan leña. Yumoto llegó a la conclusión de que su hermano lo hace por el simple hecho de que disfruta hacerlo. En el episodio final de la temporada uno, se revela que es el Battle Lover original, quien defendió la Tierra años antes de la llegada de Wombat. Su nombre como Battle Lover era Maximus Gondar (マキシムス・ゴンダール Makishimusu Gondāru?).
Kō Kinosaki (城崎 コウ Kinosaki Kō?)
 Seiyū: Showtaro Morikubo
Presidente de la sociedad de prensa del Instituto Binan. Intenta saber más acerca de los Battle Lovers observando con persistencia el Clud de Defensa.
Masuya Tazawa (田沢 益也 Tazawa Masuya?)
 Seiyū: Yūichi Iguchi
Es el fotógrafo de la sociedad de prensa del Instituto Binan. Normalmente no demuestra emociones, pero se vuelve muy pasional cuando está sacando fotografías.
Hireashi (ヒレアシ Hireashi?)
 Seiyū: Hiroshi Ōtake
Es un misterioso pez hablante que forma parte de la sociedad de prensa. En el episodio final, se revela que en realidad era el productor ejecutivo de un programa de telerrealidad sobre los Battle Lovers y Caerula Adamas llamado "¿Puedo destruir la Tierra? 2", el cual había estado siendo transmitido por toda la galaxia. Se sabe que terminó siendo degradado de su puesto.
Profesor Tawarayama (俵山先生 Tawarayama-sensei?)
 Seiyū: Mugihito
Es el profesor de En y Atsushi en el Instituto Binan. Supuestamente murió luego de un accidente en el cual cayó de las escaleras al tropezar con Wombat. Wombat explicó que técnicamente no está muerto y se encuentra en un estado similar al coma inducido mientras se recupera, sin embargo, tiene que permanecer cerca de él en todo momento para evitar que su cuerpo sufra los efectos de la descomposición. En una ocasión, Tawarayama recuperó brevemente la consciencia, pero accidentalmente sufrió otro accidente, volviendo una vez más a su estado de coma. Como ninguno de los chicos fue testigo de esta recuperación, no saben si Tawarayama es un cadáver viviente o si se despertará algún día.

### Segunda temporada

#### VEPPer
Akihiko Beppu (別府 月彦 Beppu Akihiko?)
 Seiyū: Keisuke Kōmoto
Es un estudiante de segundo año del Instituto Binan y hermano gemelo de Haruhiko. Se transforma en Melty Luna. Por razones desconocidas, él y su hermano desprecian a Yumoto y están enamorados de su hermano mayor, Gōra.
Haruhiko Beppu (別府 日彦 Beppu Haruhiko?)
 Seiyū: Yoshiki Murakami
Es un estudiante de segundo año del Instituto Binan y hermano gemelo de Akihiko. Se transforma en Salty Sol. Por razones desconocidas, él y su hermano desprecian a Yumoto y están enamorados de su hermano mayor, Gōra.
Dadacha (ダダチャ Dadacha?)
 Seiyū: Hiroki Yasumoto
Una criatura con la apariencia de una ardilla voladora verde, aliada de los hermanos Beppu. Más tarde, se revela que es hermano de Zundar. 

### Tercera temporada

#### Karls Knights
Kyōtarō Shujenzi (修善寺 鏡太郎 Shujenzi Kyōtarō?)
 Seiyū: Naoyuki Shimozuru
El caballero mágico de las flores, Flore Kiss. Kyōtarō es un estudiante de segundo año del Instituto Binan y amigo de la infancia de Ryōma y Ata. No tiene ninguna motivación y solo ama los baños y dormir. A pesar de que su color es el rojo, Kyōtarō se define a sí mismo como alguien que no es del "tipo líder", una característica que normalmente representa dicho color. A la hora de pelear, preferiere dormir o tomar siestas en bancos y quedarse al margen. 
Ryōma Kirishima (霧島 龍馬 Kirishima Ryōma?)
 Seiyū: Ryōga Komata
El caballero mágico de las estrellas, Stella Kiss. Ryōma es un estudiante de segundo año del Instituto Binan y amigo de la infancia de Kyōtarō y Ata. Siempre se preocupa por los demás y pasa su tiempo en el Club de Defensa, donde se dedica a preparar el té. Debido a que Kyōtarō tiende a dormirse en cualquier situación, una de las mayores preocupaciones de Ryōma es mantenerlo despierto para que no se ahogue en los baños.
Nanao Wakura (和倉 七緒 Wakura Nanao?)
 Seiyū: Takahide Ishii
El caballero mágico de la luna, Luna Kiss. Nanao es un estudiante de tercer año del Instituto Binan y el mayor del grupo. Ha demostrado tener una personalidad algo sádica y por alguna razón nadie puede ir en contra de sus deseos. Suele estresarse debido al silencio y siempre se le ve sonriendo. 
Taishi Manza (万座 太子 Manza Taishi?)
 Seiyū: Rikuya Yasuda
El caballero mágico de la nieve, Neve Kiss. Taishi es un estudiante de primer año del Instituto Binan y el más cercano a Ichiro. Es un diccionario viviente y posee una gran cantidad de conocimientos. Se siente celoso del estilo temerario y personalidad de Ichiro, pero cree que su inteligencia puede superar esos atributos. Más adelante, se revela que solía ser un ex-delincuente.
Ichiro Dōgo (道後 一六 Dōgo Ichiro?)
 Seiyū: Shōta Hayama
El caballero mágico del espacio, Spazio Kiss. Ichiro es un estudiante de primer año del Instituto Binan y el más cercano a Taishi. Es un muchacho hiperactivo y cualquier cosa que le pidan lo hará con su máximo esfuerzo. Debido a esto, es muy imprudente con los resultados que obtiene una vez que está decidido a hacer algo. Su primo es Maasa.
Karls (カールズ Kāruzu?)
 Seiyū: Takuya Eguchi
El primer príncipe de Blablabland y hermano mayor de Furanui, así como también el responsable de la creación de los Karls Knights. Junto a Furanui, Karls arribó a la Tierra con el objetivo de aprender lo que se necesita para ser rey, deseando gobernar sobre un mundo alegre y pacífico.

#### Edelstein
Ata Ibusuki (指宿 阿多 Ibusuki Ata?)
 Seiyū: Hikaru Midorikawa
Un estudiante de segundo año y presidente del consejo estudiantil. Ata también es amigo de la infancia de Kyōtarō y Ryōma. Posee excelentes calificaciones y es dueño de una apariencia perfecta, además de encontrarse primero en el raking de la escuela, aunque en realidad hace todo lo posible para ser respetado. Ata es sumamente serio, e incluso Furanui encontró interesante su personalidad y le eligió para ser el comandante de sus caballeros. Ata se transforma en Ritter Diamant.
Taiju Unazuki (宇奈月 大樹 Unazuki Taiju?)
 Seiyū: Kōsuke Toriumi
Un estudiante de tercer año y vicepresidente del consejo estudiantil. Taiju es un muchacho alto, carismático y de apariencia muy hermosa; hace las cosas sin esfuerzo, aunque no tiene paciencia en absoluto. Piensa que cualquier cosa es genial y se ve como alguien hermoso. A pesar de que siempre está sonriendo, no necesariamente lo hace por amabilidad. Taiju se transforma en Ritter Rosenquartz.
Maasa Shirahone (白骨 マーサ Shirahone Māsa?)
 Seiyū: Yoshitsugu Matsuoka
Un estudiante de primer año y secretario del consejo estudiantil. Maasa es un muchacho de apariencia inocente y adorable, sin embargo, ha demostrado tener una personalidad vengativa y un complejo con respecto a su peso debido a que en el pasado solía ser obeso. Maasa se transforma en Ritter Amethyst.
Furanui (フラヌイ?)
 Seiyū: Hiroki Yasumoto
Es el segundo príncipe de Blablabland y hermano menor de Karls. Junto a Karls, Furanui arribó a la Tierra con el objetivo de aprender lo que se necesita para ser rey. De la misma manera que su hermano se propone a esparcir la felicidad, Furanui cree que el miedo es necesario para gobernar, viendólo como la mejor manera de hacerlo.

## Media

### Anime
La serie, dirigida por Shinji Takamatsu, escrita por Michiko Yokote y producida por el estudio de animación Diomedéa, fue emitida en Japón desde el 6 de enero hasta el 24 de marzo de 2015 por las televisivas TV Tokyo, TVA, TVO y AT-X. También fue transmitida simultáneamente por Crunchyroll, Funimation y Viewster. Ha sido licenciada en Norteamérica por Ponycan USA, quien lanzó la serie en Blu-ray y DVD en agosto de 2015. El tema de apertura es Zettai Muteki☆Fallin'LOVE☆ (絶対無敵☆Fallin'LOVE☆?), interpretado por el elenco de voz principal (Kazutomi Yamamoto, Yūichirō Umehara, Kōtarō Nishiyama, Yūsuke Shirai y Toshiki Masuda), mientras que el tema de cierre es I Miss You no 3 Metre (I miss you の3メートル?), interpretado por Hiroshi Kamiya, Jun Fukuyama y Takuma Terashima. Una segunda temporada fue estrenada el 8 de julio de 2016. El tema de apertura de la segunda temporada es Futten Toppa☆LOVE IS POWER☆ interpretado nuevamenente por el elenco principal, mientras que el de cierre es Anata wa Haruka Ittousei interpretado por Keisuke Kōmoto y Yoshiki Murakami. 
El 1 de enero de 2018, se anunció que el anime tendría una nueva serie titulada Binan Kōkō Chikyū Bōei-bu Happy Kiss!, la cual cuenta con argumento y personajes nuevos. El 2 de febrero, se revelaron los respectivos actores de voz de los personajes principales; Naoyuki Shimozuru, Ryōga Komata, Takahide Ishii, Rikuya Yasuda y Shōta Hayama.
Una nueva serie de anime titulada Binan Kōkō Chikyū Bōei-bu Haikara!, fue anunciada el 17 de marzo de 2025. La serie será producida por Studio Deen y dirigida por Takamatsu, con Takashi Aoshima escribiendo los guiones, Ayashi Murakami diseñando los personajes y Yamazo componiendo la música. El estreno está previsto para el 7 de julio de 2025 en Tokyo MX y BS NTV.

### Manga
Un manga spin-off de la serie original, titulada Binan Kokou Chikyuu Seifuku-bu Love!, comenzó a ser serializado mensualmente en la web de la revista Pony Canyon (Ponimaga.jp) el 16 de octubre de 2014. Este manga se centra en las vidas de los antagonistas de la serie original.

### Novela ligera
Una serie de novelas ligeras escritas por Takahashi Natsuko e ilustradas por Hara Yumiko fueron publicadas en Japón el 7 de enero de 2015, en formato de bolsillo.

### OVA
Un OVA titulado Binan Kōkō Chikyū Bōei-bu Love! Love! Love! (美男高校地球防衛部LOVE! LOVE! LOVE!?) —aunque también se le dio el subtítulo de Ai to Seishun no Sotsugyou! (愛と青春の卒業! lit. ¡La graduación del amor y la juventud!?)— fue estrenado en algunos cines de Japón durante un período de 3 semanas que estuvo vigente entre agosto y septiembre de 2017, comenzando sus respectivas transmisiones el 26 de agosto. El estreno fue precedido por una proyección especial con avances del OVA en la noche del 25 de agosto, un evento exclusivo vía reserva de Ticket Pia y en el cual asistieron los actores principales de la serie. El OVA, de una hora de duración, se centra en la graduación de los estudiantes de tercer año y en cómo esto afecta a cada uno de los protagonistas, siendo Yumoto el más afectado por la situación al no querer despedirse de sus amigos. El OVA es el capítulo final de la historia. El tema de apertura es Eternal Future LOVE YOU ALL, mientras que el tema de cierre es Kokoro to Kokoro de (心と心で?), ambos intrerpetados por el elenco principal.

## Recepción
El anime ha recibido en su mayoría críticas positivas. Amy McNulty de Anime News Network calificó los primeros tres episodios de la serie con una "A", comentando que «[Binan] debería poder hacer que cualquier fan de anime se ría, aunque los fanáticos de shows de mahō shōjo entenderán mejor las bromas por puro defecto. Como una parodia de un género que todavía puede entretener en su propio derecho, esta serie sigue en línea recta el criticar y venerar el género de mahō shōjo con delicadeza. Es cómico, pero no es un asunto de comedia de un minuto. Sí, tiene situaciones exageradas, pero es un poco menos creíble que el típico espectáculo de mahō shōjo, así que funciona. No nos reímos del show, nos reímos con él». McNulty más tarde calificó al noveno episodio con una A, escribiendo que «[el noveno episodio] demuestra que el espectáculo entretiene mejor cuando es una parodia y un espectáculo de mahō shōnen. El hecho de que los chicos sean capaces de hablar con el monstruo de melón antes de "curarlo" con amor es otro giro divertido en "dar discursos sobre la justicia a monstruos y luego sanarlos con amor". En general, los espectadores pasan más tiempo con este monstruo que con cualquier de los anteriores, allanando el camino para muchas risas».
El duodécimo y último episodio de la temporada también recibió una "A" por parte de McNulty, quien comentó que «el episodio está lleno hasta el tope de acción y revelaciones contundentes, pero nunca se siente forzado. Las verdaderas intenciones de la sociedad de prensa son finalmente reveladas, aunque nunca se explica completamente cómo se involucraron en una emisión de televisión intergaláctica. Toca todos los ritmos de un final digno de mahō shōjo, sin olvidar jamás la ironía. Incluso el ridículo sketch satírico que se torno fastidioso en episodios anteriores juega un papel perfecto a medida que cada muchacho revela sus razones para luchar. Naturalmente, Ryū dice que lucha por las chicas y Io por el dinero, pero cuando la cámara enfoca al muy subdesarrollado Ibushi, este admite que no sabe por lo que está luchando».
Ian Wolf de Anime UK News calificó los dos primeros episodios con una puntuación de 9 sobre 10, comentando que «hasta ahora Binan ha demostrado ser un show muy entretenido, principalmente debido a la conocida parodia que contiene. La serie se burla de todos los tópicos de mahō shōjo normales, ya sean las poses, las líneas que dicen, las transformaciones o los ataques. La única diferencia real es que tienes personajes masculinos en vez de femeninos». También comparó la serie con programas como Ouran High School Host Club, un manga de comedia romántica que también es una parodia del manga romántico; y el anime Free!, con el cual compara las bases de fanes, a saber, los fanáticos del yaoi, comentando que «seamos honestos, todos sabíamos que tan pronto el concepto de cinco chicos atractivos parecidos a las mahō shōjo fue revelado, cada fujoshi y fudanshi se preparaba para escribir un buen número de ficción».
En una reseña de los tres primeros episodios, Dan Barnett de UK-Anime Network dio a la serie un puntaje de 7 sobre 10, alegando que  «Binan es una serie que tiene el potencial de ser bastante exitosa si se maneja bien su contenido. La serie es innegablemente hilarante; los personajes se toman todo a su alrededor con suma seriedad y la insinuación sexual se encuentra tan presente que es imposible mantener una cara seria. ¡Los dolores que Wombat debe atravesar para tratar de evitar ser abrazado por Yumoto son también bastante divertidos! Lo que podría restarle puntos, sin embargo, es que en tres episodios hay poca evidencia de un argumento que no sea el estándar ordinario de "los malos crean al monstruo de la semana", tarifa que es típica de este género. ... Es un camino algo tramposo si la serie desea mantener una audiencia lo más amplia posible, aunque ciertamente hay fans que felizmente acogeran a otra serie de chicos bonitos para llenar el vacío dejado por Free!».